# Senat von Texas

Siegel des Senats von Texas

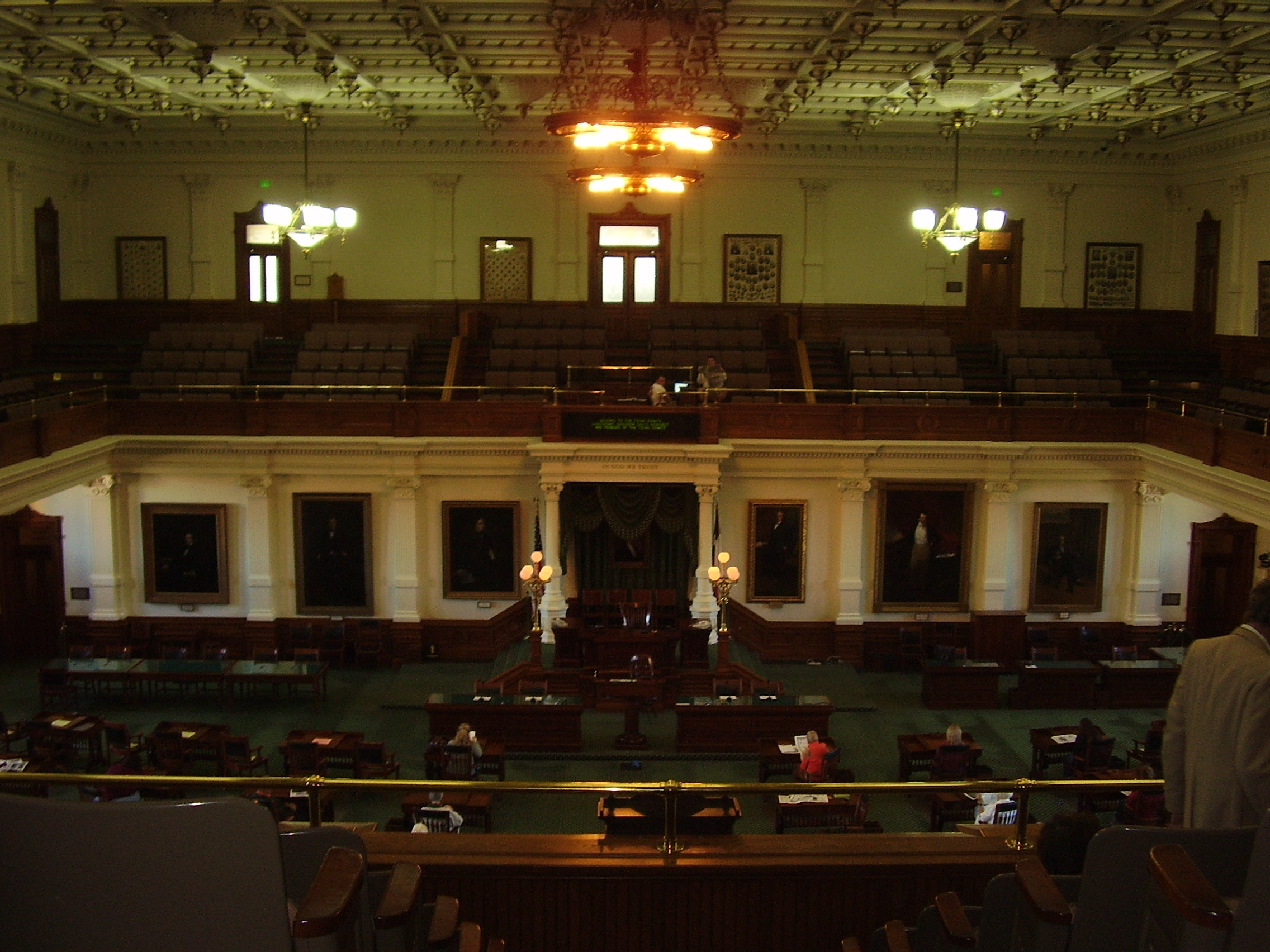
Sitzungssaal des Senats von Texas

Der Senat von Texas (engl.:Texas Senate) ist das Oberhaus des zusammen mit dem Repräsentantenhaus von Texas aus zwei Kammern bestehenden Parlaments von Texas. Er besteht aus 31 Mitgliedern, die jeweils einen der 31 Wahlbezirke des Staates Texas mit jeweils ungefähr 672.000 Wählern vertreten. Die Wahlzeit der Mitglieder ist unbeschränkt. Die Mitglieder des Senats tagen im Texas State Capitol in Austin.
Zu Beginn des Jahres 2015 sind im texanischen Senat zwei Parteien vertreten, die Republikanische Partei mit 20 Senatoren und die Demokratische Partei mit elf Senatoren.
Der Vizegouverneur und gleichzeitig Präsident des Senats ist seit dem 20. Januar 2015 der Republikaner Dan Patrick. Im Falle seiner Verhinderung wird er vertreten durch den Demokraten Juan Hinojosa (Präsident Pro Tempore) aus Mission, der im fünften Wahlbezirk gewählt wurde.
Der Senatspräsident führt den Vorsitz während der Sitzungen, ruft die Debattenredner auf, benennt Ausschussmitglieder und die Vorsitzenden der jeweiligen Ausschüsse, überweist Gesetzesentwürfe in bestimmte Ausschüsse und legt den Sitzungsplan fest. Falls eine Abstimmung unentschieden ausgeht, kann er die entscheidende Stimme abgeben.  
Im Gegensatz zu anderen gesetzgebenden Versammlungen in den Vereinigten Staaten gibt es im Senat von Texas keinen Sprecher der Mehrheitsfraktion oder der Opposition. Das Amt des Präsidenten pro Tempore kann als das zweitwichtigste Amt im Senat betrachtet werden, es ist nicht für eine bestimmte Partei reserviert, sondern kann von jedem Abgeordneten jeder Fraktion wahrgenommen werden, unabhängig davon, ob er zur Mehrheitsfraktion oder zur Opposition gehört. Es wird im Allgemeinen vom ältesten Senatsmitglied ausgeübt. Der Präsident pro Tempore vertritt den Lieutenant Governor bei Abwesenheit und bei außerplanmäßigen Sitzungen.

## Liste der Senatoren (2011)
| Senator                 | Partei       | Wahlbezirk | Heimatort     | im Amt seit |
| ----------------------- | ------------ | ---------- | ------------- | ----------- |
| Kevin Eltife            | Republikaner | 1          | Tyler         | 2004        |
| Bob Deuell              | Republikaner | 2          | Greenville    | 2003        |
| Robert Nichols          | Republikaner | 3          | Jacksonville  | 2007        |
| Tommy Williams          | Republikaner | 4          | The Woodlands | 2003        |
| Steve Ogden             | Republikaner | 5          | Bryan         | 1997        |
| Mario Gallegos          | Demokrat     | 6          | Houston       | 1995        |
| Dan Patrick             | Republikaner | 7          | Houston       | 2007        |
| Florence Shapiro        | Republikaner | 8          | Plano         | 1993        |
| Chris Harris            | Republikaner | 9          | Arlington     | 1991        |
| Wendy Davis             | Demokrat     | 10         | Fort Worth    | 2009        |
| Mike Jackson            | Republikaner | 11         | La Porte      | 1999        |
| Jane Nelson             | Republikaner | 12         | Lewisville    | 1993        |
| Rodney Ellis            | Demokrat     | 13         | Houston       | 1990        |
| Kirk Watson             | Demokrat     | 14         | Austin        | 2007        |
| John Whitmire           | Demokrat     | 15         | Houston       | 1983        |
| John Carona             | Republikaner | 16         | Dallas        | 1996        |
| Joan Huffman            | Republikaner | 17         | Houston       | 2008        |
| Glenn Hegar             | Republikaner | 18         | Katy          | 2007        |
| Carlos Uresti           | Demokrat     | 19         | San Antonio   | 2006        |
| Juan Hinojosa           | Demokrat     | 20         | Mission       | 2002        |
| Judith Zaffirini        | Demokrat     | 21         | Laredo        | 1987        |
| Brian Birdwell          | Republikaner | 22         | Granbury      | 2010        |
| Royce West              | Demokrat     | 23         | Dallas        | 1993        |
| Troy Fraser             | Republikaner | 24         | Horseshoe Bay | 1997        |
| Jeff Wentworth          | Republikaner | 25         | San Antonio   | 1993        |
| Leticia R. Van de Putte | Demokrat     | 26         | San Antonio   | 1999        |
| Eddie Lucio             | Demokrat     | 27         | Brownsville   | 1991        |
| Robert L. Duncan        | Republikaner | 28         | Lubbock       | 1997        |
| Jose Rodriguez          | Demokrat     | 29         | El Paso       | 1997        |
| Craig Estes             | Republikaner | 30         | Wichita Falls | 2001        |
| Kel Seliger             | Republikaner | 31         | Amarillo      | 2004        |

## Bekannte ehemalige Mitglieder
- Preston Smith, Gouverneur von Texas von 1969 bis 1973
- Allan Shivers, Vizegouverneur von Texas (1946–1949), Gouverneur von Texas (1949–1957)
- Lloyd Doggett, seit 1995 Abgeordneter im US-Repräsentantenhaus
- Charlie Wilson, von 1973 bis 1997 Abgeordneter im US-Repräsentantenhaus